# Charíf
Charíf (arabsky خريف, anglicky Khareef) je označení monzunové sezóny v relativně malé oblasti jihozápadní části Ománu a severovýchodního Jemenu podél pobřeží Arabského moře. Toto hornaté pobřežní území je jediným místem Arabského poloostrova, kam zasahují pravidelné jihozápadní monzuny. Centrem oblasti je ománský přístav Salála.

## Monzunová sezóna
Monzunové období zde probíhá mezi červencem a zářím. Srážky, které sebou přinášejí, zavlažují celou oblast a dávají jí, pro Arábii netypickou, zelenou barvu vegetace. Během těchto měsíců tak v Salále spadne asi 50 až 60 mm a v okolních horách více než 200 mm srážek . Relativní vlhkost vzduchu stoupá v celé oblasti z 50 na 85 %.

## Festival
Každý rok je na počest příchodu monzunů pořádán v Salále stejnojmenný festival. Město i okolí se během léta stává vyhledávaným turistickým centrem.

## Galerie

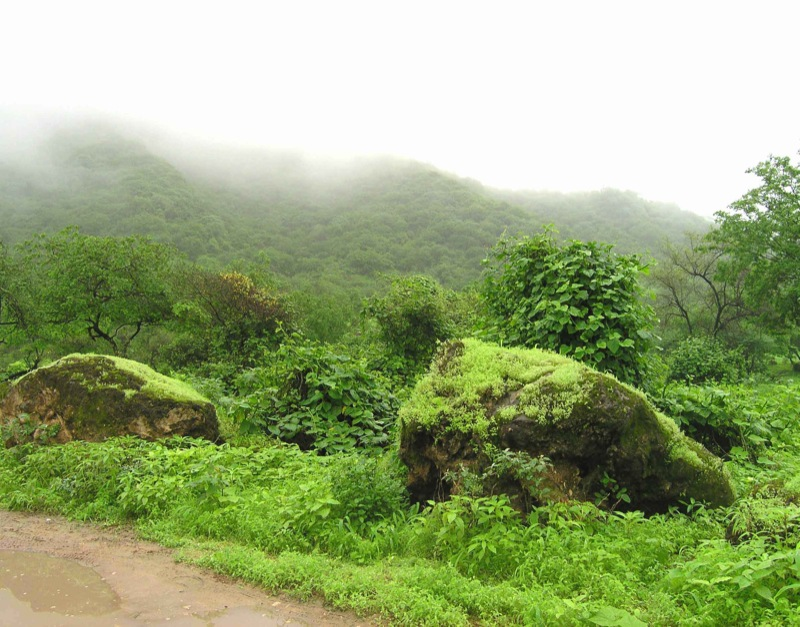
Monzunová oblast severně od Salály
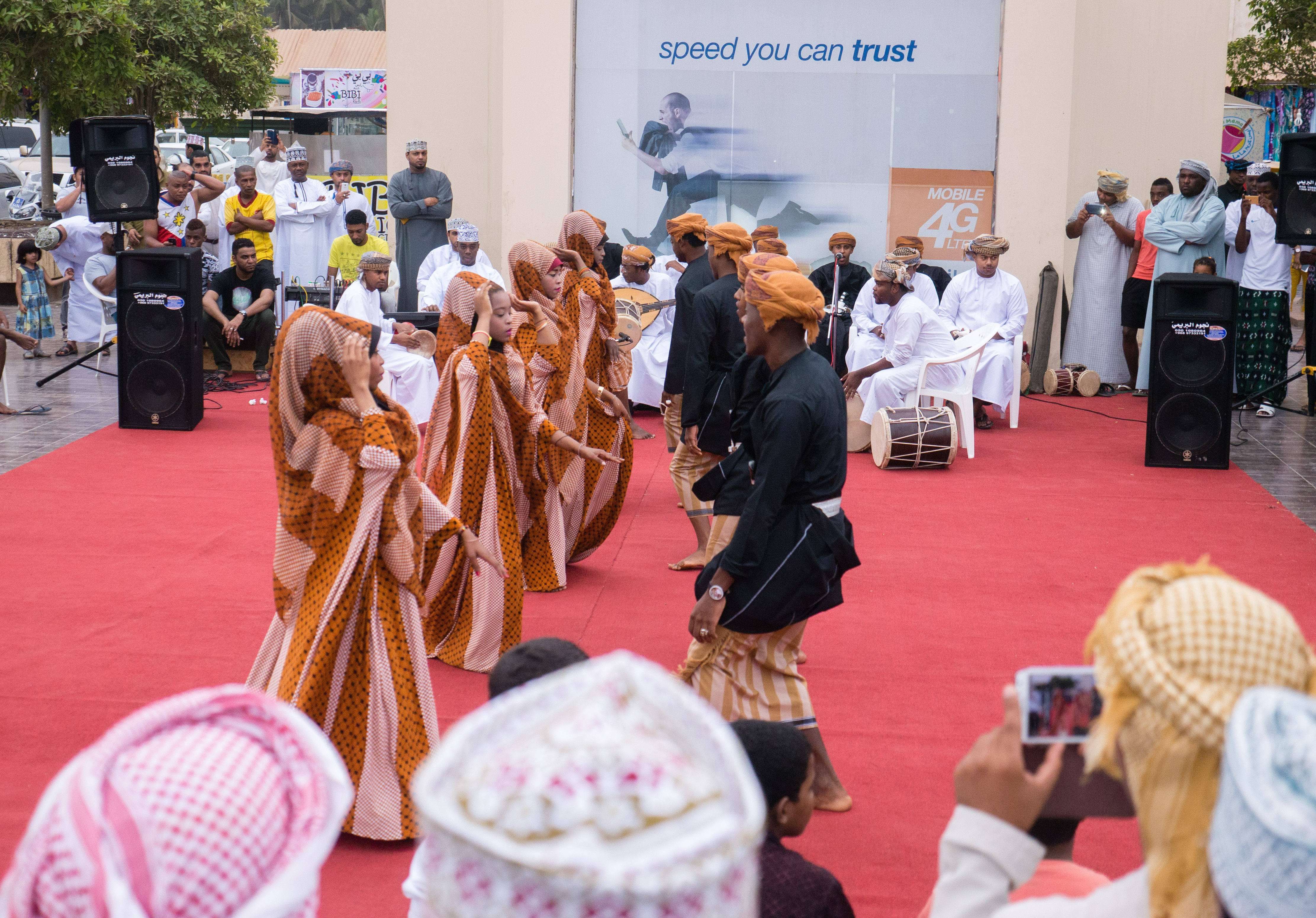
Festival v Salále konaný na počest příchodu charífu
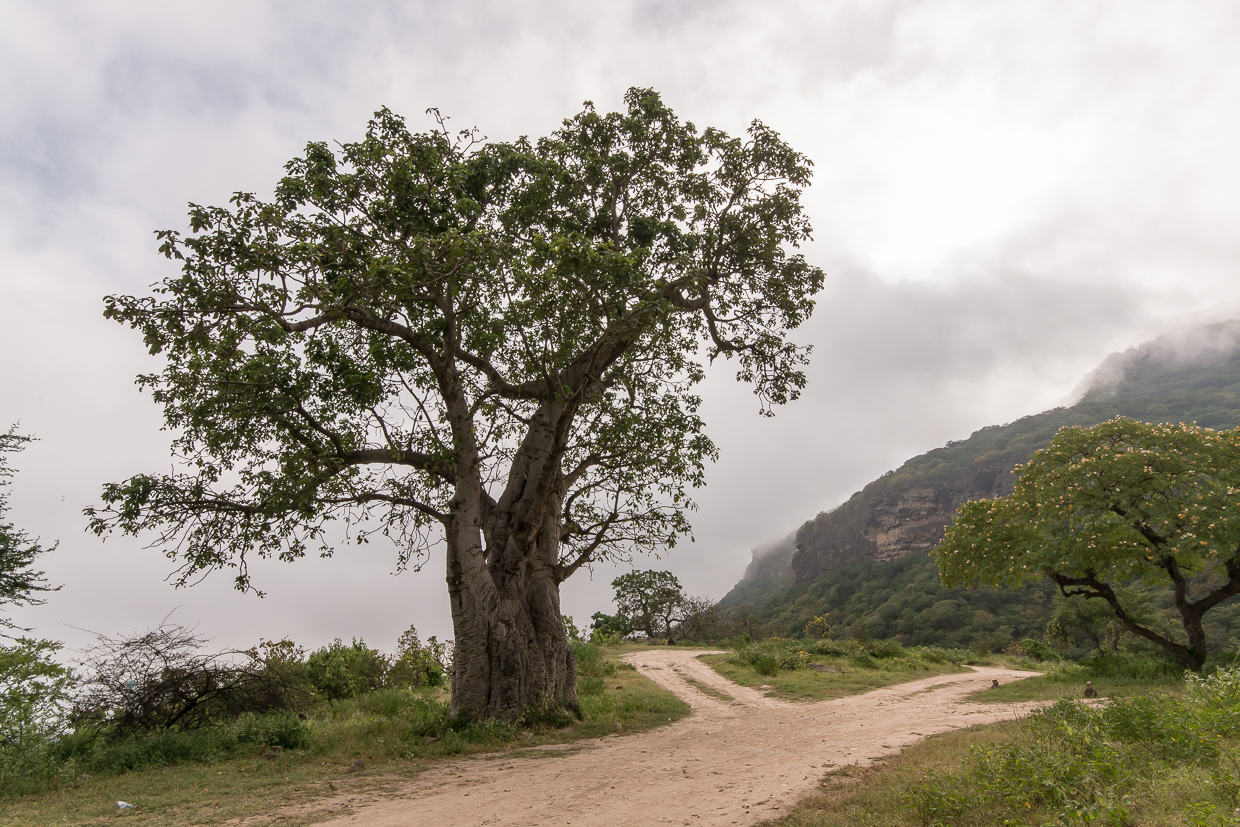
Baobab ve Wadi Hinna v průběhu charífu
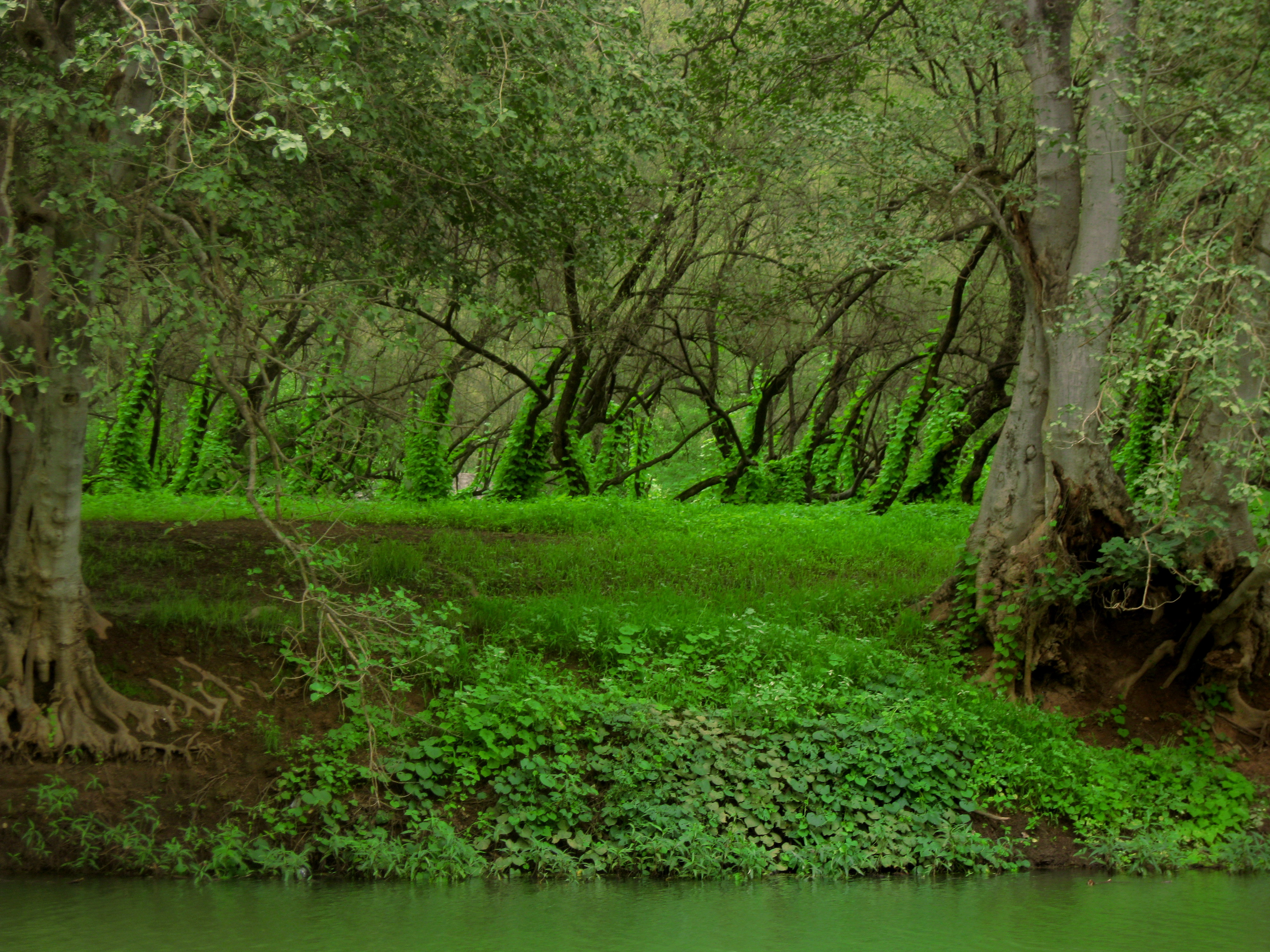
Wadi Dirbat v průběhu charífu